# Bella in rosa
Bella in rosa (Pretty in Pink) è un film statunitense 1986 diretto da Howard Deutch e interpretato da Molly Ringwald, Jon Cryer e Andrew McCarthy.

## Trama
Alla soglia dei suoi 18 anni, Andie Walsh è una studentessa che lavora part-time in un negozio di dischi, gira su una macchina rosa e vive con il padre disoccupato non ancora ripresosi dall'abbandono della moglie. Grazie a una borsa di studio, Andie ha l'occasione di frequentare una facoltosa scuola frequentata da ricchi e snob figli di papà. A causa del suo ceto sociale e del suo aspetto, viene presa in giro dai suoi compagni ed è costretta a cucirsi gli abiti per apparire sempre diversa.
L'amico d'infanzia Duckie è da sempre innamorato di lei e la corteggia, ma Andie si innamora di Blane, ragazzo di buona famiglia che la ricambia, invitandola al ballo scolastico, tirandosi però indietro dopo le pressioni di amici e genitori, che per lui sognano un futuro promettente al fianco di una ragazza di ben altro ceto sociale.
Nonostante il rifiuto di Blane, Andie non si scoraggia e, confezionato un bellissimo abito rosa, chiede all'amico Duckie di accompagnarla al ballo, dove Blane, senza tenere in conto dei pareri contrari di coloro che lo circondano, dichiara il suo amore ad Andie. Duckie rendendosi conto di fare la cosa giusta si mette da parte, permettendo l'amore tra Andie e Blane.

## Produzione
Le riprese del film si svolsero nel 1985.
Il titolo originale del film, Pretty in Pink è preso dalla canzone degli Psychedelic Furs Pretty in Pink, pubblicata come singolo omonimo e all'interno dell'album Talk Talk Talk nel 1981 dall'etichetta discografica CBS.
Andrew Dice Clay, Dweezil Zappa e Gina Gershon hanno dei piccoli ruoli nel film. Molly Ringwald e Dweezil Zappa hanno avuto una breve relazione durante le riprese del film.
Il film è stato girato nella stessa scuola dove fu girato Grease.
Inizialmente il film prevedeva un finale diverso, in cui Andie ballava al centro della pista con Duckie, ma ad un'anteprima il finale non fu apprezzato, così fu deciso di rigirare la scena finale.
Anthony Michael Hall rifiutò il ruolo di Duckie perché non voleva essere identificato troppo con lo stesso tipo di personaggio già interpretato in altri film. Ringwald cercò di fare scritturare Robert Downey Jr. nel ruolo di Duckie ma poi riconobbe che Cryer sarebbe andato bene lo stesso dopo il cambio della sceneggiatura che non prevedeva più il ballo tra Andie e Duckie.
Andrew McCarthy, che per un ruolo in un altro film si era rasato i capelli, dovette recitare con un parrucchino.

## Colonna sonora
La colonna sonora è composta da canzoni per lo più di genere new wave, cantate da: Orchestral Manoeuvres in the Dark, Suzanne Vega con Joe Jackson, Jesse Johnson, INXS, The Psychedelic Furs, New Order, Belouis Some, Danny Hutton Hitters, Echo & the Bunnymen e The Smiths.
È stata pubblicata nella compilation Pretty in Pink (Original Motion Picture Soundtrack) dall'etichetta discografica A&M Records, in formato LP e musicassetta, in svariate edizioni in molti paesi del mondo. È stata in seguito ristampata più volte anche in formato CD, sempre dalla A&M, fino al 2012.

## Citazioni in altre opere
- In Grindhouse - A prova di morte di Quentin Tarantino (2007), Kim (Tracie Thoms) e Zoë (Zoë Bell) prendono in giro Lee (Mary Elizabeth Winstead) perché da piccola guardava Bella in rosa al posto di film cult del mondo degli stuntman come Punto zero.
- Il film è al centro della ricerca della "Terza Scheggia" nel romanzo Ready Player Two (seguito di Ready Player One) di Ernest Cline. Per trovare questa Scheggia (una delle sette necessarie) i protagonisti del libro si trasferiscono sul pianeta virtuale di Shermer (uno degli innumerevoli mondi presenti nella simulazione OASIS), dedicato alla filmografia di John Hughes e così chiamato in onore alla città fittizia in cui sono ambientati vari suoi lungometraggi, per fare in modo che si realizzi il "primo destino di Andie", ovvero finire insieme a Duckie ma che a patto che questi fosse interpretato da Robert Downey Jr.;  a tal fine consegnano  le scarpe e il cravattino da cowboy prese al Duckie originale al PNG con le fattezze di Downey Jr. e questi si trasforma in Robert Duckie Jr.